# دکتر استرنجلاو
دکتر استرنجلاو یا: چگونه یادگرفتم دست از هراس بردارم و به بمب عشق بورزم (به‌طور خلاصه دکتر استرنجلاو) (به انگلیسی: Dr. Strangelove) فیلمی به کارگردانی استنلی کوبریک محصول سال ۱۹۶۴ است. این اثر یک کمدی سیاه پیرامون جنگ سرد و تهدید هسته‌ای است. این فیلم در ۴ رشته نامزد جایزهٔ اسکار شامل بهترین فیلم، بهترین کارگردانی، بهترین بازیگر مرد برای پیتر سلرز و بهترین فیلمنامه اقتباسی و همچنین نامزد دریافت جایزه بهترین کارگردان از سوی انجمن کارگردانان آمریکا شد که موفق به دریافت هیچ‌کدام نشد اما در بفتا برندهٔ دو جایزهٔ بهترین فیلم و بهترین کارگردانی شد. پیتر سلرز در این فیلم در سه نقش بازی می‌کند.

## داستان
جک ریپر ژنرال روان‌پریش ارتش و رئیس یک پایگاه هوایی در آمریکاست که در اقدامی خودسرانه، تهاجمی هسته‌ای علیه شوروی به راه می‌اندازد و رئیس‌جمهور و سیاستمداران آمریکا پس از آگاهی از این عمل با تجمع در اتاق فرماندهی جنگ ایالات متحده به دنبال راهی برای توقف این حملات می‌گردند.

## نکات فیلم
نام رئیس‌جمهور آمریکا در فیلم «مرکین مافین» است. مرکین کلاه‌گیس آلت تناسلی است که سابقاً توسط زنان خدمات دهنده جنسی استفاده می‌شد. دیالوگ پایانی این فیلم کاملاً فی‌البداهه است و یکی از بهترین پایان‌بندی‌های سینما به‌شمار می‌رود.

## بازخورد
این فیلم در راتن تومیتوز بر اساس ۹۱ نقد امتیاز ۹۸٪ را دارد و بیشترین امتیاز را بین تمام فیلم‌های کوبریک دارد.                 
این فیلم همچنین امتیاز ۹۷ از ۱۰۰ بر اساس ۳۲ نقد در متاکریتیک کسب کرده که نشان دهنده «تحسین جهانی» است.
فیلم دکتر استرنجلاو در لیست «فیلم‌های بزرگ راجر ایبرت» قرار دارد و او آن را به عنوان «بهترین طنز سیاسی قرن» توصیف کرده است.